# رينيه درولت
رينيه درولت هو لاعب هوكي الجليد كندي، ولد في 13 نوفمبر 1944 في مدينة كيبك في كندا.

## وصلات خارجية
- رينيه درولت على موقع دوري الهوكي الوطني (الإنجليزية)
- رينيه درولت على موقع قاعة مشاهير الهوكي (لاعب أن.إتش.أل) (الإنجليزية)
- رينيه درولت على موقع EliteProspects.com (الإنجليزية)
- رينيه درولت على موقع HockeyDB.com (الإنجليزية)
- رينيه درولت على موقع Hockey-Reference.com (الإنجليزية)